# Marsdenia paraguaiensis
Marsdenia paraguaiensis är en oleanderväxtart som beskrevs av G. Morillo. Marsdenia paraguaiensis ingår i släktet Marsdenia och familjen oleanderväxter. Inga underarter finns listade i Catalogue of Life.